# Faculté de droit de l'université de Buenos Aires
Ne doit pas être confondu avec Facultad de Derecho (métro de Buenos Aires).

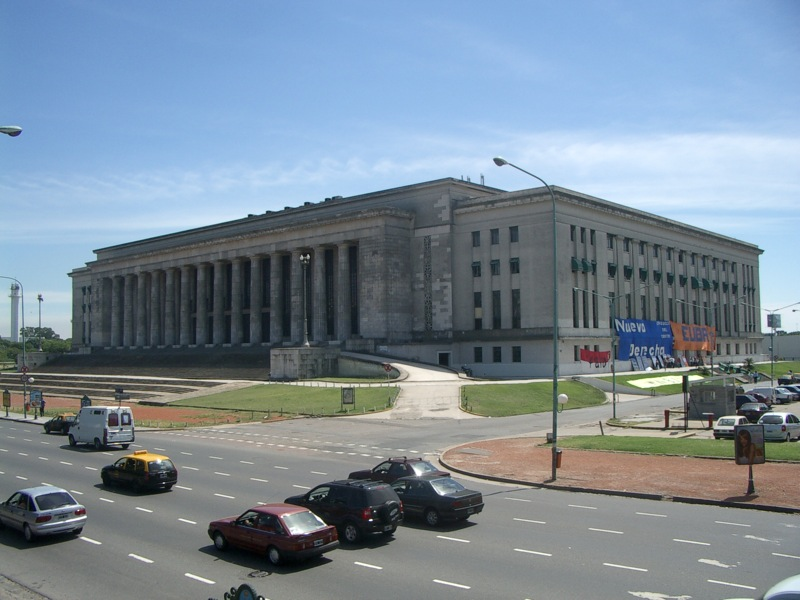
Vue générale de la faculté de droit.

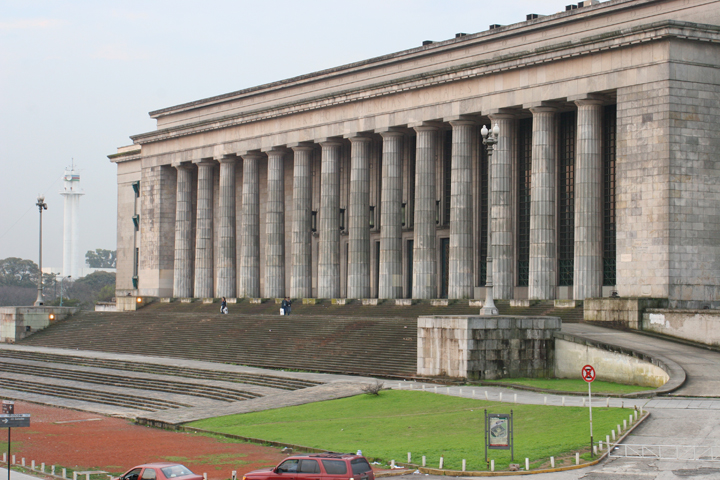
Façade de la faculté.

La faculté de droit de l'université de Buenos Aires en Argentine est une des plus importantes de l'université. Située dans le quartier de Recoleta, l'édifice a été construit dans le style gréco-romain. 
Il s'agit de la meilleure université de droit en Amérique latine et classée 47e mondiale en 2022.
Dans la faculté, il est possible de poursuivre une carrière d'avocat ou de traducteur public. On peut aussi devenir Calligraphe public.

## Sièges successifs
La faculté occupa au début des dépendances de l'université, faisant ainsi « balader » ses étudiants entre le Colegio Central et le couvent Convento de San Francisco. Cet inconfort dura jusqu'à ce qu'en 1877 la faculté déménageât à la Calle Moreno 350, dans les bâtiments qui sont actuellement le Museo Etnográfico Juan B. Ambrosetti. Ultérieurement, en 1925, la faculté s'installa dans l'édifice néogothique de l' Avenida Las Heras 2214 (actuel siège Las Heras de la Faculté d'Ingéniérie). Puis en 1949 elle fut transférée dans l'édifice néoclassique actuel, situé au 2263 de l'Avenida Figueroa Alcorta.